# Supervelmoc
Supervelmoc je termín, který byl zaveden po druhé světové válce; označuje stát disponující takovou mocí, že může ovlivňovat velkou část planety. Za jedinou současnou supervelmoc bývají označovány Spojené státy americké.

## Studená válka

Sféry vlivu USA a SSSR v roce 1959

Sféry vlivu USA a SSSR v roce 1980

Za supervelmoci byly označeny Spojené státy americké a Sovětský svaz; obě země silně ovlivňovaly své sousedy a spojence, ti tak byli považováni za tzv. sféru vlivu těchto mocností. Zatímco USA a jejich západní spojenci konstituovali NATO jako svůj obranný vojenský pakt, země RVHP ustanovily Varšavskou smlouvu. Obě společenství představovala odlišné jak politické (západní blok demokratický a kapitalistický, východní socialistický a totalitní), tak i kulturní póly, navíc měla moc i sílu zničit celý svět jaderným arzenálem.

### USA
Spojené státy americké svojí politikou „zadržování komunismu“ se snažily zastavit šíření vlivu Sovětského svazu ve zbytku světa, hlavně na země v Karibském moři, jižní Asii a západní Evropě. Od 60. let, díky rozvoji moderní dopravy, bylo navíc možné vyvážet do celého světa americké zboží, šířila se americká kultura. Někteří ji obdivovali jako symbol demokracie, někteří ji zatracovali jako útok na vlastní národní kulturu. Právě odmítání všeho amerického je průvodním jevem antiamerikanismu, který se rozšířil jak v zemích tehdejšího východního bloku, jako propaganda komunistických vlád, tak i v arabském světě i v západní Evropě. Během studené války se americké ekonomice velmi dařilo, což dávalo možnost investovat více peněz na ozbrojené síly. Sovětský svaz nedokázal držet tempo se Spojenými státy, až se nakonec rozpadl. To v podstatě znamenalo vítězství pro Spojené státy, protože se tím staly jedinou supervelmocí.
V červenci 2017 vydal Pentagon studii, ve které shrnuje, že Spojené státy jako velmoc (resp. jimi vedený rámec mezinárodního řádu) kolabují.

### SSSR
Sovětský svaz se stal supervelmocí v roce 1949, když sovětští vědci poprvé provedli úspěšný atomový výbuch, a země se tak zařadila mezi jaderné velmoci. Díky ohromné rozloze a dostupnosti téměř všech surovin i díky investicím do těžkého průmyslu centrální vládou v 60. letech došlo v této zemi k velkému pokroku. I SSSR měl svoji sféru vlivu, kterou se pokoušel neustále rozšiřovat; patřila k ní střední a východní Evropa, Kuba, Vietnam, Severní Korea a v 80. letech i některé africké a arabské země. SSSR šířil svůj vliv vojenskou silou. Podporoval Čínu a severní Koreu při invazi do jižní Koreje v Korejské válce, poté podporoval Severní Vietnam při ofenzivě do Jižního Vietnamu, což přineslo Vietnamskou válku. V roce 1968 rovněž poslal Sovětský svaz vojska do Československa a v 80. letech vedl válku v Afghánistánu. Na rozdíl od západních zemí došlo ve východním bloku ke konci 70. let ke stagnaci, která později přerostla v krizi a o několik dalších let později rozdmýchala spory jak mezi jednotlivými národy Sovětského svazu, tak i v řadách jeho spojenců. Situaci nezlepšila ani cílená reforma nazývaná Perestrojka (přestavba společnosti), zavedená v druhé polovině 80. let Michailem Gorbačovem, která měla přinést „uvolnění“ státu a přinést demokratické a kapitalistické prvky (podobně, jako třeba Čína zavedla na počátku 90. let, což jí přineslo ekonomický úspěch). Kolem roku 1987 byl Sovětský svaz na vrcholu jaderného zbrojení s USA, současně byl 7. rokem ve válce v Afghánistánu a přehoupl se přes svůj tzv. ropný zlom. Rozpad SSSR začal sporem o Náhorní Karabach na Kavkazu, a vyvrcholil odstupem prezidenta SSSR na konci roku 1991 a rozpuštěním státu k 31. prosinci stejného roku.

## Budoucnost supervelmocí

Spojené státy americké a potenciální supervelmoci ve 21. století

Ve 21. století jsou jedinou světovou supervelmocí Spojené státy, podle převládajícího názoru jsou označovány za světového hegemona.
Dalším státem, který se jeví jako možná supervelmoc, je Rusko vzhledem k své rozloze, vládě a nedávné minulosti. Jako nově vznikající supervelmoc začíná být postupně vnímána komunistická Čína, která od druhé poloviny 90. let, díky určitým legislativním reformám, zřizujícím například zvláštní ekonomické zóny umožňující podnikání západním investorům, stimuluje rozvoj své ekonomiky s každoročním růstem až 10 procent. Dalšími subjekty, které jsou zmiňovány jako potenciální supervelmoci, jsou Evropská unie, Indie a občas také Brazílie.